# Onosma griffithii
Onosma griffithii är en strävbladig växtart som beskrevs av Wilhelm Vatke. Onosma griffithii ingår i släktet Onosma och familjen strävbladiga växter. Inga underarter finns listade i Catalogue of Life.